# Павлов, Максим Витальевич
Макси́м Вита́льевич Па́влов (род. 13 июня 1979) — российский (ранее украинский) шахматист, гроссмейстер (2014).

## Биография
Учился в средней школе № 24 г. Симферополя. В детстве посещал многочисленные кружки, в том числе спортивные. Максим занимался спортивной гимнастикой, борьбой, плаванием, а в 11 лет начал посещать секцию по шахматам. Первым тренером был Виталий Вячеславович Сахаров.
В 1999 году закончил Симферопольский техникум железнодорожного транспорта и промышленности по специальности «Промышленное и гражданское строительство».
В 2003 году закончил Национальную академию природоохранного и курортного строительства, квалификация — инженер-строитель по специальности «Технология строительных конструкций, изделий и материалов».

## Шахматная карьера
Бронзовый призёр шахматной Универсиады Украины (1999) в г. Харькове, также разделил 1-2 место на первой доске.
Бронзовый призёр шахматной Универсиады Украины (2003) в г. Евпатория.
Пятикратный чемпион Крыма среди мужчин (1997, 2003, 2010, 2012 и 2014). Многократный победитель Кубка Крыма среди мужчин.
Победитель командного чемпионата Крыма 2017 года.
В составе команды Автономной Республики Крым по шахматам участник Всеукраинских игр (2003) в г. Алуште (играл на 2-й доске, команда заняла 12-е место).
В составе различных команд многократный участник командных чемпионатов Украины по шахматам. Лучшие результаты (в скобках указаны команды):
- 2005: бронзовая медаль в команде + бронзовая медаль в индивидуальном зачёте, играл на 4-й доске («Родовід Крим»);
- 2006: бронзовая медаль в команде + бронзовая медаль в индивидуальном зачёте, играл на 6-й доске (команда Таврического национального университета имени В. И. Вернадского);
- 2007: бронзовая медаль в команде, играл на запасной доске (команда Таврического национального университета имени В. И. Вернадского);
- 2012: серебряная медаль в команде + золотая медаль в индивидуальном зачёте, играл на 6-й доске (МММ-Симферополь).

Лучшие результаты в международных турнирах: открытый чемпионат Украины среди кадетов (1996, Ялта) — 1-е место; мемориал Геллера (2009, Одесса) — 1-е место; Кубок Амет-Хана Султана (2014, Симферополь) — 1-е место.

## Изменения рейтинга
| Графики недоступны из-за технических проблем. См. информацию на Фабрикаторе и на mediawiki.org. |